# El Beso (Baptiste Gask)

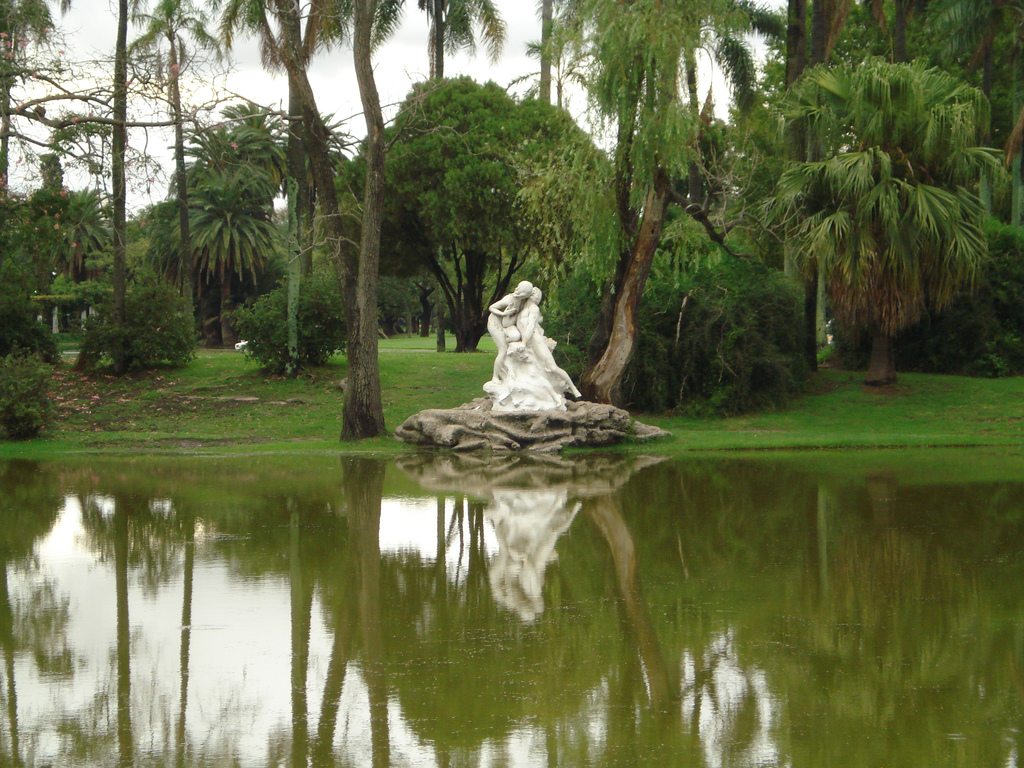
"El beso", imagen de la obra en Buenos Aires.

El monumento "El Beso" se encuentra en el barrio de Palermo en la Ciudad de Buenos Aires, Argentina, dentro del Parque "El Rosedal".
El monumento es obra del escultor francés Jean Paul Baptiste Gask. Esta obra representa a Hero y Leandro de la mitología griega.

## Historia de Hero y Leandro
Hero era una sacerdotisa de Afrodita que vivía en una torre en Sestos, en el extremo del Helesponto. 
Leandro era un joven de Abidos que vivía en el otro lado del estrecho. Leandro se enamoró de Hero y cada noche cruzaba el Helesponto a nado para estar con Hero. 
Ella debía encender una lámpara cada noche en lo alto de la torre para guiarle. Se vieron durante el cálido verano. Pero una tormentosa noche de invierno las olas sacudieron a Leandro en el mar y el viento apagó la luz de Hero, por lo que el amante perdió el camino y pereció ahogado. Hero se lanzó desde la torre, muriendo también.

## Basamento
La obra se encuentra a orillas del lago del "Bosque del Rosedal".